# Steinasafn Petru (Stöðvarfjörður)
Steinasafn Petru (v překladu z islandštiny Petřina sbírka kamenů, anglicky Petra's Stone Collection) je soukromé mineralogické, geologické a botanické muzeum ve Stöðvarfjörðuru v regionu Austurland (též Austfirðir -Východní fjordy) na východním pobřeží Islandu.

## Sbírání kamenů
O vznik muzea se zasloužila místní obyvatelka Petra Maria Ljósbjörg Sveinsdóttir (1922 - 2012). Již od dětství se zajímala o okolní přírodu a sbírala různé kameny v okolí svého bydliště, což byla napřed hospodářská usedlost Bæjarstaðir na severu místního fjordu, a později, když se v roce 1945 provdala za rybáře Nenniho, Stöðvarfjörður. V roce 1946 spolu s manželem Nennim koupili malý domek a Petra zde postupně začala budovat svou sbírku kamenů, ač zároveň pečovala o rodinu se čtyřmi dětmi. Zpočátku sbírala vzorky v nejbližším okolí svého bydliště na přilehlých horských svazích. Nebylo to však jednoduché, protože až do 60. let 20. století nebyly v okolí Stöðvarfjörðuru téměř žádné cesty a přes řeku Stöðvaru nevedly mosty. V pozdějších letech Petra rozšířila svou průzkumnou a sběratelskou činnost na celé území východního Islandu.

## Vznik muzea

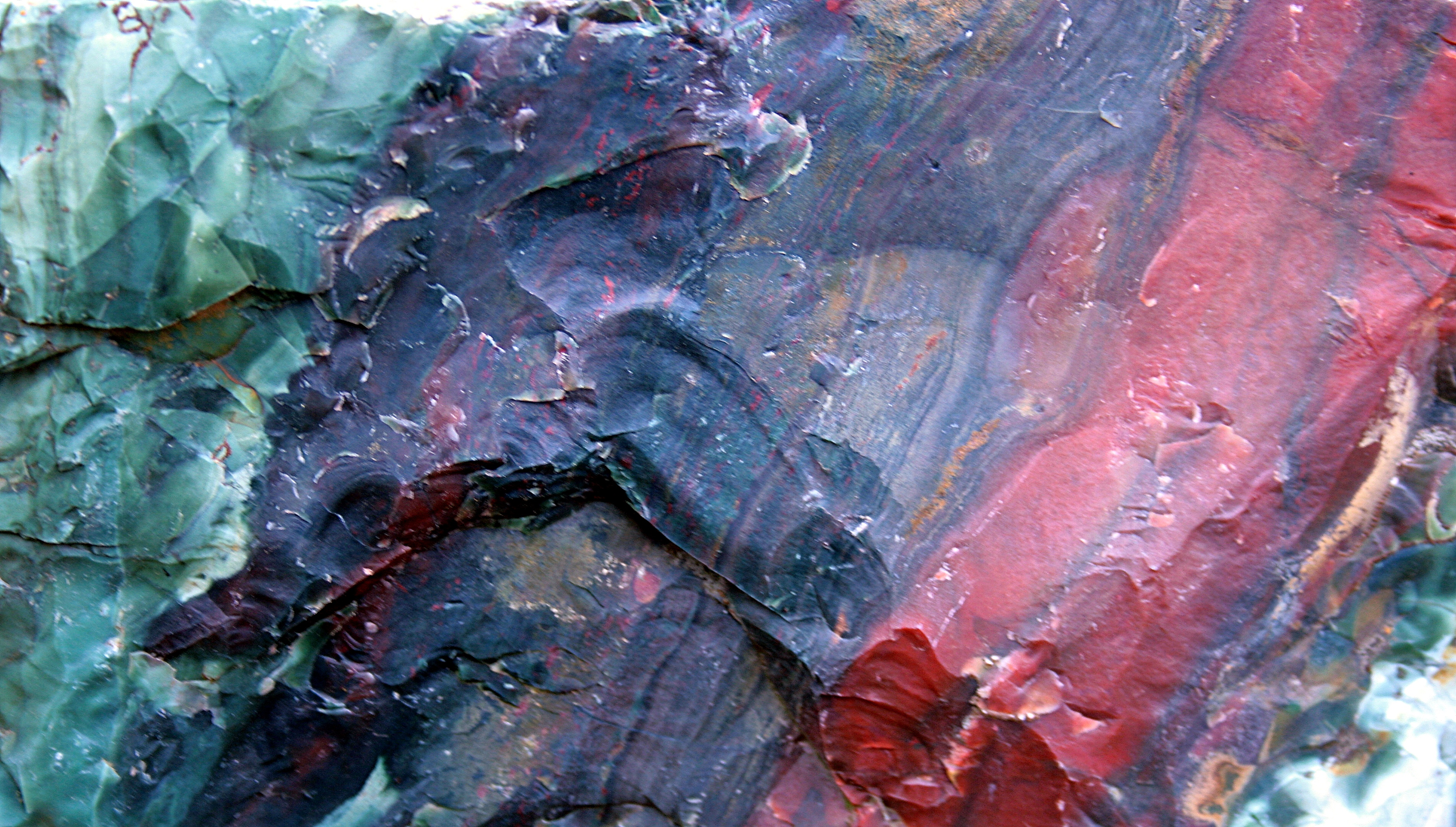
Vzorek islandského achátu z muzea Petry Sveinsdóttir ve Stöðvarfjörðuru

Poté, kdy Petřin manžel v roce 1974 náhle zemřel na infarkt, se Petra rozhodla svůj dům se sbírkami kamenů a přilehlou zahradou otevřít veřejnosti jako mineralogické a botanické muzeum. O expozici rok od roku vzrůstal zájem, v roce 2003 již návštěvnost za uplynulé desetiletí dosáhla počtu 20 000 osob. V jarním a letním období přicházívá do muzea i několik set návštěvníků za den.

## Sbírky
Na Islandu bylo popsáno téměř 150 druhů minerálů, jejichž původ je spojen s vulkanickou činností na ostrově. Řada z nich je zastoupena v muzeu ve Stöðvarfjörðuru. Převažují různé odrůdy křemene (SiO2), mezi nimž zaujme zejména bohatá sbírka islandských achátů.